# Mambisa (vacuna)
Mambisa, nombre técnico CIGB 669, es un candidato vacunal contra la COVID-19 creado por el Centro de Ingeniería Genética y Biotecnología (CIGB) de Cuba. A diferencia de los tres candidatos vacunales cubanos, Soberana 01, Soberana 02 y Abdala, Mambisa se administraría vía nasal.

## Descripción
Mambisa es una vacuna de subunidades RBD recombinante que usa el antígeno AgsHB de la hepatitis B que inserta información genética del SARS-CoV-2 usando como vehículo la levadura Pichia pastoris. El nombre de la vacuna hace referencia a los mambises, guerrilleros independentistas cubanos que participaron en las guerras de independencia de Cuba contra el dominio colonial español.

## Desarrollo
A través de su CIGB Cuba desarrolló experiencia en una vacuna nasal cuando produjo en 2015 Heberbiovac, una vacuna contra la hepatitis b crónica. El desarrollo de las proteínas para la vacuna se hizo con mutaciones del SARS-CoV-2 de Sudáfrica, Brasil, Reino Unido y Estados Unidos. El Centro para el Control Estatal de Medicamentos, Equipos y Dispositivos Médicos (CECMED) de Cuba autorizó el 26 de noviembre de 2020 el inicio de la Fase I de pruebas de Mambisa. El 7 de diciembre iniciaron las inmunizaciones de 88 personas voluntarias en el Centro Nacional de Toxicología de Cuba (CENATOX) en La Habana.
Resultados preliminares en dicha etapa han mostrado buenos resultados en cuanto a tolerancia y seguridad.